# Goethe-Institut Villa Kamogawa
Das Goethe-Institut Villa Kamogawa (japanisch ゲーテ・インスティトゥート・ヴィラ鴨川 Gēte Insutitūto Vira Kamogawa) ist eine deutsche Kultureinrichtung in Kyōto, Japan. Sie ist nach dem gleichnamigen Fluss Kamo benannt und wird gegenwärtig von Enzio Wetzel geleitet.

## Überblick
Die Villa Kamogawa wird vom deutschen Goethe-Institut getragen und mit Mitteln aus dem Etat des Auswärtigen Amtes gefördert. Sie bietet Künstlern aus Deutschland die Möglichkeit, im Rahmen eines dreimonatigen Stipendiums in Japan zu leben und zu arbeiten. Die Stipendien werden von einer Jury an Bewerber aus den Bereichen Architektur, Bildende Kunst, Darstellende Kunst, Design, Literatur, Musik, Film sowie Kulturtheorie und Kulturkritik vergeben. Das Stipendium beinhaltet einen Reisekostenzuschuss, freie Unterkunft, einen Japanisch-Kurs sowie eine monatliche Zuwendung.
Das 1983 errichtete Gebäude der Villa Kamogawa liegt zwischen Kaiserpalast und Kyōto-Universität und ist Eigentum der Bundesrepublik Deutschland. In den Jahren 2010–2011 erfolgte der Umbau des bisherigen Goethe-Instituts Kyoto zur Künstlerresidenz. Die Eröffnung unter dem neuen Namen „Goethe-Institut Villa Kamogawa“ fand am 26. Oktober 2011 anlässlich des 150sten Jubiläums der deutsch-japanischen Beziehungen in Anwesenheit des damaligen Bundespräsidenten Christian Wulff statt.
Ähnliche Einrichtungen sind etwa die Deutsche Akademie Rom Villa Massimo, die Villa Aurora in Los Angeles oder die wesentlich ältere französische Einrichtung Villa Medici in Rom. In Kyoto eröffnete 1992 zudem die französische Künstlerresidenz Villa Kujoyama.
Gründungsleiter war Marcus Hernig (2011–2014). Ihm folgte Markus Wernhard (2014–2019).

## Stipendiaten
2011
Franz Anton Cramer (Tanztheorie), Nina Fischer & Maroan el Sani (Bildende Kunst), Lucy Fricke (Literatur), Thomas Lehmen (Choreografie), Andi Otto (Musik).
2012
Stefan Goldmann (Musik), Ulrike Haage & Eric Schaefer (Musik / Jazz), André Hörmann (Film), Veronika Kellndorfer (Bildende Kunst), Claudius Lünstedt (Darstellende Kunst / Dramatik), Ulrike Möschel (Bildende Kunst), Silke Scheuermann (Literatur), Hans-Christian Schink (Bildende Kunst / Fotografie), Thorsten Trimpop (Film), Jens Ullrich (Bildende Kunst), Suse Wächter (Darstellende Kunst / Puppentheater).
2013
Doris Dörrie (Literatur / Film), Kota Ezawa (Bildende Kunst), Stefanie Gaus & Volker Sattel (Film), Anika Gründer & Florian Kirfel (Architektur), Anke Haarmann (Kulturtheorie und -Kritik / Bildende Kunst), Matthias Hoch (Bildende Kunst / Fotografie), Hanna Schwarz & Phillip Sollmann (Bildende Kunst / Musik), Nis-Momme Stockmann (Darstellende Kunst / Dramatik), Sascha Weidner (Bildende Kunst).
2014
Ann Cotten (Literatur), Dorothee Curio (Darstellende Kunst), Begüm Erciyas (Darstellende Kunst / Tanz), Anne Kathrin Greiner (Bildende Kunst), David Hanauer (Design), Andreas Hartmann (Film), Jan Jelinek (Musik), Jörg Koopmann (Bildende Kunst / Fotografie), Sven Pfeiffer (Architektur), Marion Poschmann (Literatur), Thomas & Renée Rapedius (Bildende Kunst), Arne Zank (Musik).
2015
Chris Bierl (Bildende Kunst), Philip Bußmann (Darstellende Kunst), Iris Drögekamp & Thomas Weber (Musik), Michael Hansmeyer (Architektur), Susanna Hertich (Design), Jan Klopfleisch (Bildende Kunst), Rainer Komers (Film), Anahita Razmi (Bildende Kunst), Gesine Schmidt (Literatur / Darstellende Kunst), Antje Töpfer (Darstellende Kunst), Kevin Vennemann (Literatur), Philip Widmann (Film).
2016
Nora Gomringer & Philipp Scholz (Literatur / Musik), Ludwig Heimbach (Architektur), Timo Herbst (Bildende Kunst), Daniela Hoferer (Bildende Kunst), Thomas Köner (Musik), Eva-Maria Koskinen & Jonas Rothlaender (Film), Hannes Mayer (Architektur), Jakob Nolte & Leif Randt (Literatur), Paula Rosolen (Darstellende Kunst), Lena Inken Schaefer (Bildende Kunst), Andreas Schulze (Bildende Kunst), Judith Seng (Design).
2017
Tobias Daemgen (Bildende Kunst), Dieter M. Gräf (Literatur), Michael Graessner (Darstellende Kunst), Kerem Jehuda Halbrecht & Anna Hentschel (Architektur), Mirko Hinrichs & Silvio Scheller (Design), Viviana Kammel (Bildende Kunst / Literatur), Daniel Lang (Film), Brigitta Muntendorf (Musik), Anne Pöhlmann (Bildende Kunst), Nika Radić (Bildende Kunst), Sarah Szczesny & Lena Willikens (Musik / Bildende Kunst), Julian Weber (Darstellende Kunst).
2018
Klara Bindl & Michael Beutler (Bildende Kunst), Bernd Bräunlich & Marianna Christofides (Bildende Kunst), Regine Dura & Hans-Werner Kroesinger (Darstellende Kunst), Katharina Kellermann & Rosa Wernecke (Darstellende Kunst), Kai Linke (Design), Udo Moll (Musik), Kaan Müjdeci (Film), Merle Radtke (Kulturtheorie), Simon Rummel (Musik), Timo Seber (Bildende Kunst), Ansgar Staudt (Architektur), Tobias Zielony (Bildende Kunst).
2019
Kay Fingerle (Architektur), Saskia Groneberg (Bildende Kunst), Michael Hirschbichler (Architektur), Leni Hoffmann (Bildende Kunst), Eva Knopf (Film), An Laphan (Bildende Kunst), Achim Lengerer (Bildende Kunst), Lea Letzel (Darstellende Kunst), Guillaume Neu-Rinaudo & Birgit Severin (Design), Lilian Peter (Literatur), Jacopo Salvatori (Musik), Jeanne Vogt (Kulturtheorie/-Kritik).
2020 (Eingeschränkte Stipendiatenzahl aufgrund der Ausbreitung der Pandemie und der Einreisebestimmungen nach Japan)
Andrew Pekler & Stefanie Kiwi Menrath (Musik/Kulturtheorie), Kerstin Schroedinger & Angela Melitopoulos (Bildende Kunst), Luise Donschen (Film), Frauke Aulbert (Musik).
2021 (online)
Lina Gómez (Darstellende Kunst), Miriam Jakob (Darstellende Kunst), Adam Kaplan (Bildende Kunst), Daniela Zorrozua & Maximilian Brauer (Darstellende Kunst), Alexandra Waligorski (Kulturtheorie), Alex Buresch (Film), Gürsoy Doğtaş (Kulturtheorie), Ulla Lenze (Literatur).
2022 (Eingeschränkte Stipendiatenzahl aufgrund der Ausbreitung der Pandemie und der Einreisebestimmungen nach Japan)
Belle Santos (Darstellende Kunst / Bildende Kunst), Daniela Dröscher (Literatur), Marion Wörle & Maciej Sledziecki (Musik), Oliver Zahn (Darstellende Kunst / Bildende Kunst), Florian Kunert (Film), Gabrielle Brady (Film), Henning Beckhoff (Film), Hendrik Quast (Darstellende Kunst), Ana Laura Lozza & Bárbara Hang (Darstellende Kunst).
2023
Victoria Schweyer & Jana Wunderlich (Architektur), Stefan Hornbach (Literatur), Lukas Jüliger (Fine Arts / Literatur), Eliza Petkova & Zora Rux (Film), Shirin Sabahi (Bildende Kunst).
2024
Doreen Kutzke (Musik), Tilman Hecker (Darstellende Kunst), Anta Helena Recke (Darstellende Kunst / Film), Michaela Büsse (Kulturtheorie, -kritik), Christin Berg (Bildende Kunst, Film), Anastasia Eggers (Design), Olaf Holzapfel (Bildende Kunst), Shelley Etkin (Darstellende Kunst / Design).
2025
Olga Holzschuh (Bildende Kunst), Alicja Rogalska (Bildende Kunst), Dominique Hurth (Bildende Kunst), Marie Schleef (Darstellende Kunst), Mischa Leinkauf & Aljoscha Begrich,(Bildende- und darstellende Kunst), Emma Adler (Bildende Kunst).